# Australian Open 1977 (Dezember)
| ◄ Australian Open 1977 (Dezember) ►                                                                       | ◄ Australian Open 1977 (Dezember) ►                 |
| --- | --------------------------------------------------- |
| Datum: | 19.–31. Dezember 1977                               |
| Auflage:                                                                                                  | 66. Australian Open                                 |
| Ort: | Melbourne                                           |
| Belag: | Rasen                                               |
| Titelverteidiger                                                                                          |                                                     |
| Herreneinzel:                                                                                             | Roscoe Tanner                                       |
| Dameneinzel:                                                                                              | Kerry Reid                                          |
| Herrendoppel:                                                                                             | Arthur Ashe Tony Roche                              |
| Damendoppel:                                                                                              | Dianne Fromholtz Helen Gourlay                      |
| Sieger |                                                     |
| Herreneinzel:                                                                                             | Vitas Gerulaitis                                    |
| Dameneinzel:                                                                                              | Evonne Cawley                                       |
| Herrendoppel:                                                                                             | Ray Ruffels Allan Stone                             |
| Damendoppel:                                                                                              | Evonne Cawley Helen Cawley Mona Guerrant Kerry Reid |
| Grand Slams 1977                                                                                          |                                                     |
| - Australian Open (Januar) - Australian Open (Dezember) - French Open - Wimbledon Championships - US Open |                                                     |

Die 66 Australian Open 1977 (Dezember) waren ein Tennis-Rasenplatzturnier der Klasse Grand Slam, das von der ITF veranstaltet wurde. Es fand vom 19. bis 31. Dezember 1977 in Melbourne, Australien statt.
Titelverteidiger im Einzel waren Roscoe Tanner bei den Herren sowie Kerry Reid bei den Damen. Im Herrendoppel waren Arthur Ashe und Tony Roche, im Damendoppel Dianne Fromholtz und Helen Gourlay die Titelverteidiger.

## Herreneinzel

### Setzliste
| Nr. | Spieler          | Erreichte Runde |
| --- | ---------------- | --------------- |
| 01. | Vitas Gerulaitis | Sieg            |
| 02. | Roscoe Tanner    | 1. Runde        |
| 03. | Tony Roche       | 1. Runde        |
| 04. | Ken Rosewall     | Viertelfinale   |
| 05. | Phil Dent        | 2. Runde        |
| 06. | John Alexander   | Halbfinale      |
| 07. | Stan Smith       | Achtelfinale    |
| 08. | Tim Gullikson    | Achtelfinale    |

| Nr. | Spieler      | Erreichte Runde |
| --- | ------------ | --------------- |
| 09. |              | Rückzug         |
| 10. |              | Rückzug         |
| 11. |              | Rückzug         |
| 12. | John Lloyd   | Finale          |
| 13. | Colin Dibley | 2. Runde        |
| 14. | Karl Meiler  | Achtelfinale    |
| 15. | Bill Scanlon | Achtelfinale    |
| 16. | Kim Warwick  | 1. Runde        |

## Dameneinzel

### Setzliste
| Nr. | Spielerin     | Erreichte Runde |
| --- | ------------- | --------------- |
| 01. | Evonne Cawley | Sieg            |
| 02. | Sue Barker    | Halbfinale      |
| 03. | Kerry Reid    | Halbfinale      |
| 04. | Mona Guerrant | Viertelfinale   |

| Nr. | Spielerin       | Erreichte Runde |
| --- | --------------- | --------------- |
| 05. | Helen Cawley    | Finale          |
| 06. | Helena Anliot   | 1. Runde        |
| 07. | Kathleen Harter | Viertelfinale   |
| 08. | Rayni Fox       | Viertelfinale   |

## Herrendoppel

### Setzliste
| Nr. | Paarung                     | Erreichte Runde |
| --- | --------------------------- | --------------- |
| 01. | John Alexander Phil Dent    | Finale          |
| 02. | Syd Ball Kim Warwick        | Achtelfinale    |
| 03. | John Newcombe Tony Roche    | Viertelfinale   |
| 04. | Tim Gullikson Geoff Masters | Viertelfinale   |

| Nr. | Paarung                   | Erreichte Runde |
| --- | ------------------------- | --------------- |
| 05. | Cliff Letcher Stan Smith  | Halbfinale      |
| 06. | Colin Dibley Chris Kachel | Halbfinale      |
| 07. | Ray Ruffels Allan Stone   | Sieg            |
| 08. | Brian Fairlie Karl Meiler | Viertelfinale   |

## Damendoppel

### Setzliste
| Nr. | Paarung                         | Erreichte Runde |
| --- | ------------------------------- | --------------- |
| 01. | Evonne Cawley Helen Cawley      | Sieg            |
| 02. | Mona Guerrant Kerry Reid        | Sieg            |
| 03. | Helena Anliot Sue Barker        | 1. Runde        |
| 04. | Christine Matison Pam Whytcross | Halbfinale      |

## Mixed
Zwischen 1970 und 1986 wurden keine Mixed-Wettbewerbe bei den Australian Open ausgetragen.